# ENGREF

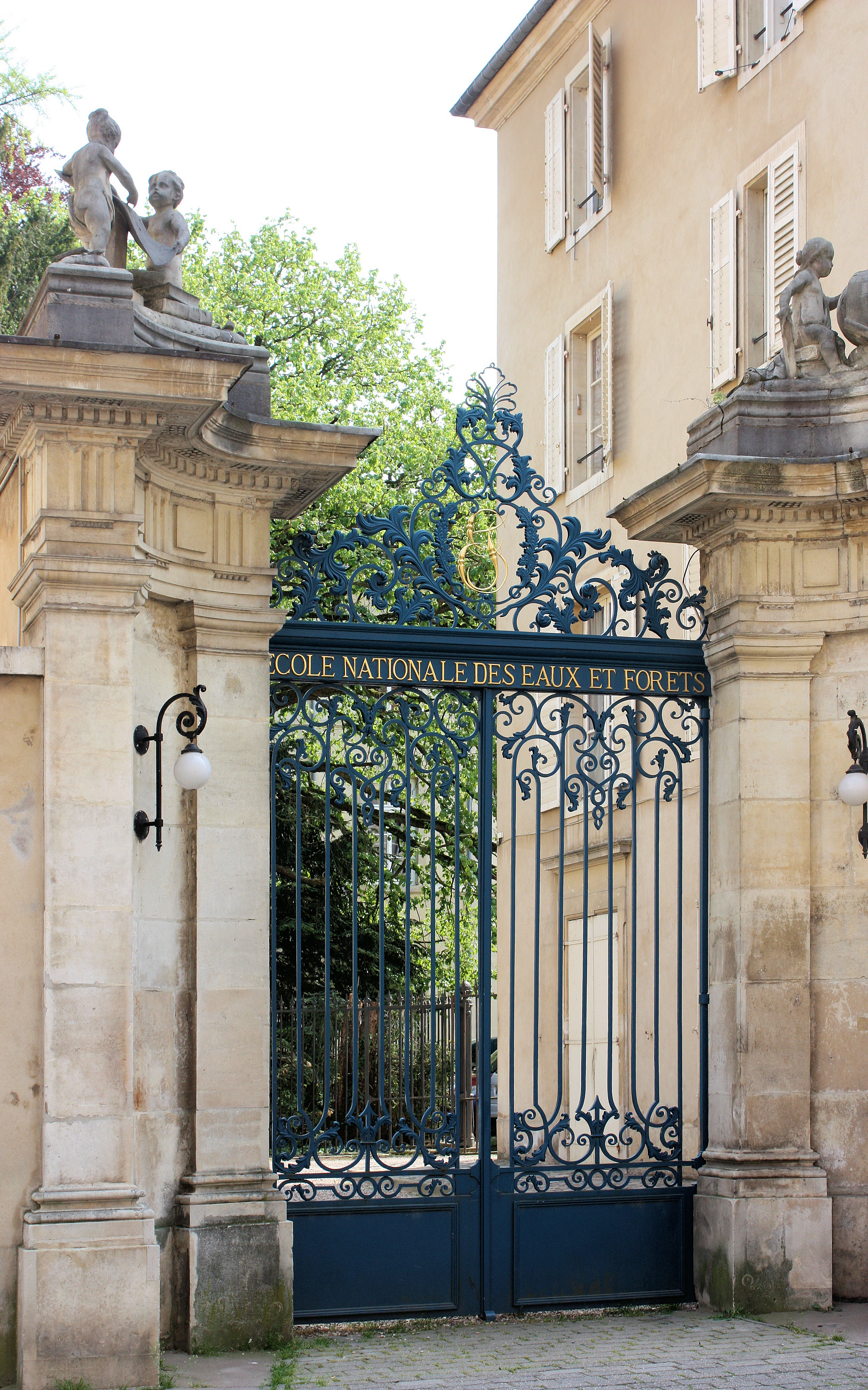
École Nationale des Eaux et Forêts en Nancy

Las siglas ENGREF es el acrónimo de École nationale du génie rural, des eaux et des forêts (Escuela Nacional de Ingeniería Rural, de Aguas y de Bosques), es una escuela interna de Agro ParisTech, en donde se forman los  silvicultores de Francia (FIF) y los cuadros de técnicos superiores (ingenieros GREF) de su ministerio correspondiente, el Ministerio de Agricultura. Dentro de AgroParisTech, es compatible con la formación del nivel de post-maestría (con exclusión de doctorado). Los lugares de enseñanza y centros de investigación se encuentran en París, Nancy, Montpellier, Clermont-Ferrand y Kourou.

## Historia
La Escuela Nacional de Ingeniería Rural, de Aguas y de Bosques es una institución nacida en 1965 de la fusión de dos escuelas más antiguas :
- La École nationale des eaux et forêts, creada en Nancy en 1824 bajo la denominación de École royale forestière,  que llegó a ser la École impériale forestière en 1853,  como École Nationale Forestière en 1873, y finalmente École Nationale des Eaux et Forêts en 1898[2]
- La École nationale du génie rural, fundada en París en 1919.

Desde 1990, esta escuela dispensa la « Formation des Ingénieurs Forestiers » (FIF)-"Formación de los Ingenieros Forestales", anteriormente bajo la responsabilidad de la « École Nationale des Ingénieurs des travaux des Eaux et des Forêts ».
Establecimiento público autónomo hasta 2006, el "ENGREF" actualmente forma parte del « Institut des sciences et industries du vivant et de l'environnement » (AgroParisTech), como una escuela en su seno interno. Tiene su propia junta para examinar cuestiones específicas internas de la escuela. Su director es adjunto al de AgroParisTech.

## Antiguos alumnos
- Georges Fabre
- James Sykes Gamble
- Augustine Henry
- David Hutchins
- Louis Lavauden
- Charles Lane Poole
- Gifford Pinchot